# 林光華
林光華（1945年10月25日—），出生於臺灣新竹縣，民主進步黨籍政治人物。

## 簡歷
林光華出生於竹北六張犁忠孝堂，六家林氏的林先坤後裔。
1983年及1986年，在黨外時期兩度參選立委但落敗。
1988年，發起還我客家話運動。
1990年，當選新竹縣議員。
1992年，首次當選立法委員；1995年，成功連任。
1997年，當選為新竹縣縣長，任內推動「璞玉計畫」，主導新竹縣政府與國立交通大學合作，吸引新竹科學園區多位重量級科技大老包括鄧啟福校長、施振榮、胡定華、宣明智及國際知名一流專家關注，以北一高、六家高鐵、北二高中間腹地為基地之大型都市規劃，希望加強竹北市、芎林鄉、竹東鎮一帶的發展。另推動大學城計劃，引進包括台灣大學、交通大學、台灣科技大學、清華大學等台灣一流學府群聚。為降低農業大縣受世界贸易组织影響，他推動農業轉型，祭出三項措施：重塑北埔老街、內灣老街、湖口老街，輔導傳統農村小鎮轉型為北台灣觀光休閒熱門景點。輔導農民改植高經濟價值農作物。輔導開發具地方特色農副產品，並由政府全力行銷，包括新埔鎮柿餅、關西鎮仙草、新豐鄉西瓜、竹北市烏魚子等。
2001年，敗於國民黨時任立委鄭永金而卸任縣長。
2001年1月，林光華及黃月紅夫婦、縣議員鄭美琴三人，被中國工商專科學校控告索賄，因而被新竹檢方依貪污治罪條例之收受賄賂罪嫌起訴。2003年經一審宣判無罪，檢方不服上訴後，同年台灣高等法院駁回上訴，仍維持無罪判決。
2004年10月，轉任臺灣省政府主席。
2005年，回鍋參選新竹縣縣長，正逢陳水扁政府執政不佳且已無現任優勢，再度落敗。
2018年6月2日，對於中華民國大陸委員會認定海峽百姓論壇是海峽論壇的分論壇或其他分支活動、是統戰平台，他說，台海兩岸沒有敵對的道理，希望兩岸互相包容、互信互諒、永遠和諧與和平。

## 外部連結
- 立法院 （页面存档备份，存于）
- 出色的縣長　悲劇性的演出

| 中華民國政府職務 | 中華民國政府職務                                      | 中華民國政府職務                   |
| ---------------- | ----------------------------------------------------- | ---------------------------------- |
| 新竹縣政府       |                                                       |                                    |
| 前任： 范振宗    | 新竹縣縣長 第十三屆 1997年12月20日－2001年12月20日    | 繼任： 鄭永金                      |
| 台灣省政府       |                                                       |                                    |
| 前任： 范光群    | 臺灣省政府主席 第十八任 2004年10月13日－2006年1月25日 | 繼任： 鄭培富（代理） 正任：林錫耀 |